# Jardín Botánico Aburi

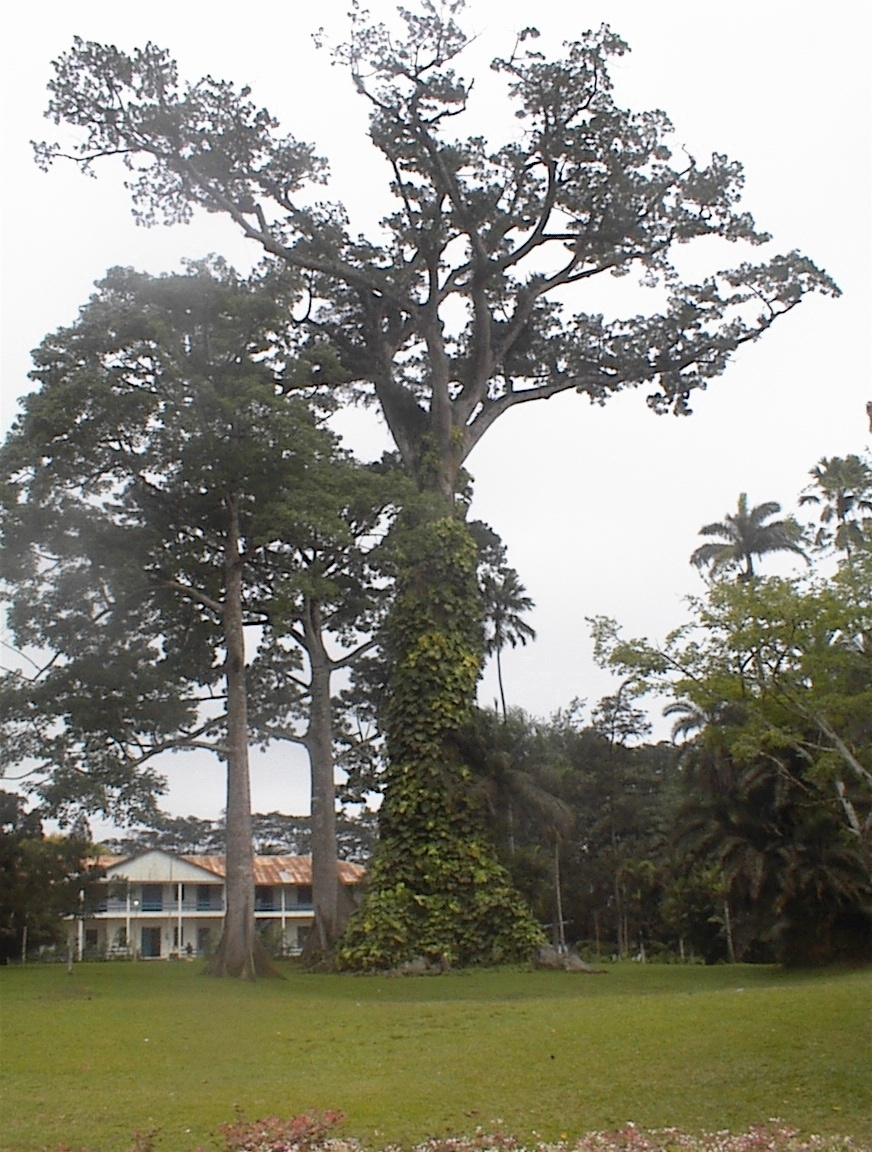
Jardín botánico Aburi.

El Jardín Botánico Aburi (en inglés : Aburi Botanic Gardens) es un jardín botánico de 64.8 hectáreas (160 acres) de los cuales solo 12.2 hectáreas (3 acres) están desarrolladas como un jardín formal y las restantes 52.6 hectáreas forman una reserva botánica. Se encuentra en las colinas Akwapim de Ghana. Es miembro del BGCI y presenta trabajos para la Agenda Internacional para la Conservación en los Jardines Botánicos, su código de identificación internacional como institución botánica es ABURI.

## Localización
El Jardín Botánico Aburi, se encuentra ubicado en las colinas Akwapim que se levantan a unos 39 kilómetros al noreste de Acra a lo largo de la antigua carretera de Acra a Koforidua. Se encuentra a unos 22 kilómetros de Nsawam y a 48 kilómetros de Koforidua. 
Aburi Botanic Gardens, PO Box 23, ABURI, Akwiapim, Ghana. P.O.Box M169 Acra, Ghana.
- Teléfono: 233 2176 4337
- Altitud: entre 370 y 460.00 m s. n. m.

## Historia
Ya en 1842, el comité selecto de la Cámara de los Comunes en Londres recomendó el establecimiento de una granja experimental o de un jardín botánico en la entonces Costa del oro. Aunque las ventajas de tal institución fueron puntualizadas otra vez ante el comité en 1865 el proyecto no se puso en marcha sino en 1890 cuando un jardín botánico fue abierto oficialmente en Aburi en las colinas de Akwapim.

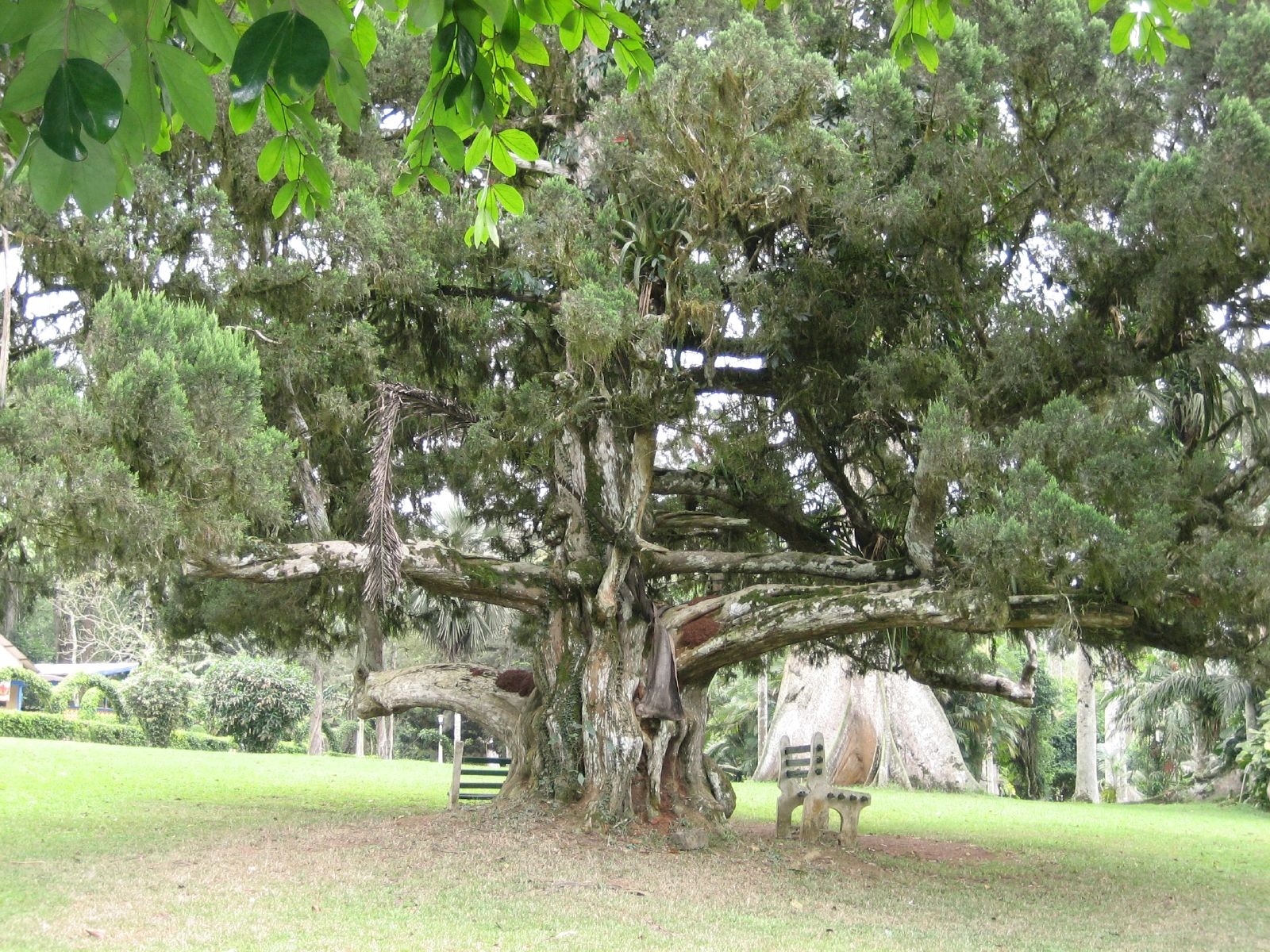
Algunos de los árboles remanentes originales del desbroce de la selva original en el Jardín botánico Aburi.

Antes del establecimiento del jardín, la administración de la costa del oro había construido en el lugar un sanatorio para los oficiales del gobierno que convalecían en 1875. En 1889, durante el Cargo de Gobernador de su excelencia, sir W. Brandford-Griffith, K.G.M.G., algunas hectáreas de tierra fueron despejadas en la vecindad del sanatorio para comenzar el departamento botánico. El claro estaba bajo supervisión de un carpintero alemán que servía en la Basel Mission. En 1890, William Crowther,, estudiante del Real Jardín Botánico de Kew, llegó en la costa del oro como el primer curador del jardín botánico. En 1908, 64.8 hectáreas de tierra habían sido cultivadas y los cuadros de cultivo para las plantas de interés económico seleccionadas, los especímenes botánicos y las plantas ornamentales habían sido establecidos.
La mayor parte del actual jardín fue desarrollada por el curador W.Crowther y W.H.Johnson, durante sus mandatos el jardín adquirió en gran medida su actual forma. Más tarde Johnson fue el primer director de agricultura. Su intención era de transformar Aburi en una estación agrícola experimental. Sin embargo esto se mostró inviable debido a su suelo rocoso y pobre, clima húmedo y falta de espacio para la expansión de los cultivos.
La rama de investigación de la secretaría de agricultura por lo tanto fue trasladada a Acra en 1922. En 1928, finalmente se decidieron abandonar todos los experimentos agrícolas en la estación, para convertirla en "puramente" un jardín botánico. Durante la gerencia de G.H.Eady que había estado previamente a cargo de la estación, se hicieron varias modificaciones de menor importancia, introduciendo más plantas ornamentales.
Después de la independencia de Ghana, el jardín botánico entró en un periodo de latencia del que se vá recuperando paulatinamente.

## Colecciones

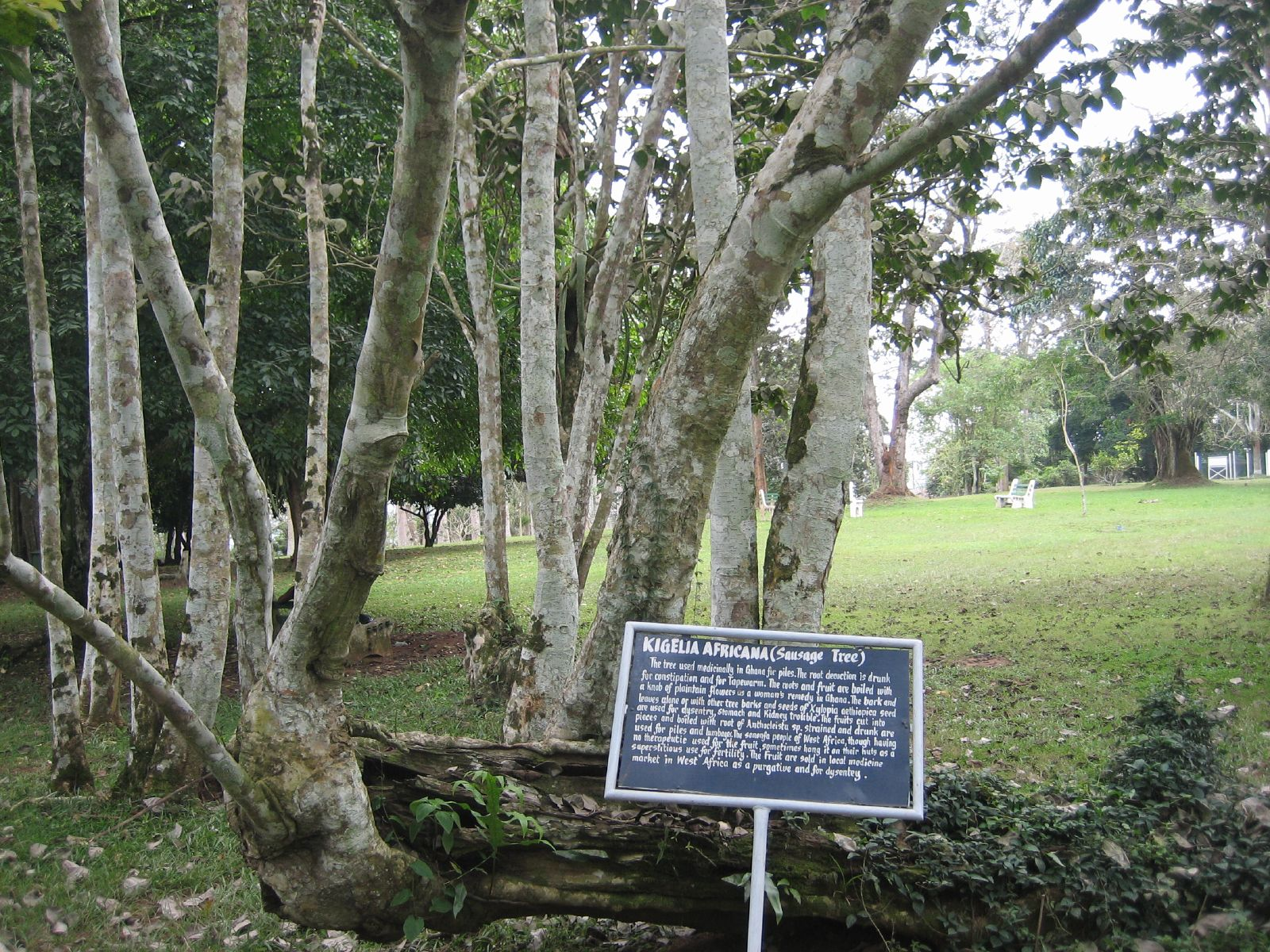
Kigelia africana en el jardín botánico Aburi.

La entrada del jardín botánico da paso a una avenida de 270 metros de longitud, flanqueada con palmeras Roystonea regia, que distribuye en las diferentes secciones:
- Árboles madereros
- Plantas de interés agrícola
- Plantas medicinales
- Plantas ornamentales: Araucaria spp., Bambusa nana, Brownea grandiceps, Calophyllum mophyllum, Cedrela spp., Delonix regia, Dillenia indica, Elaeocarpus searratus, Enterolobium cyclocarpum, Ficus leprieuri, Garcinia xanthochymus, Murraya exotica, Naulea latifolia,
- Rocalla,

## Actividades
Actualmente, el Jardín Botánico Aburi es uno de los 1800 jardines botánicos del mundo, que encauzan la lucha para mantener la diversidad vegetal a través de :
- Investigaciones científicas
- Formación en Horticultura
- Cultivo de plantas amenazadas
- Reintroducción en la naturaleza de plantas escasas o amenazadas
- Administración de reservas naturales
- Educación medioambiental